# Хори, Тацуя
Тацуя Хори (яп. 堀 達也 Хори Тацуя, род. 22 ноября 1935, Томарикиси, Карафуто, Япония) — японский государственный деятель, губернатор префектуры Хоккайдо (1995—2003), бывший директор школьной корпорации Хоккай Гакуэн, ректор Университета Саппоро (2004—2009), директор Хоккайдского музея (2010—2013).

## Биография
Родился в деревне Томарикиси (ныне посёлок Вахрушев) в префектуре Карафуто. Вырос в городе Энгару в префектуре Хоккайдо. В 1954 году окончил школу Энгару, а в 1958 году окончил факультет лесного хозяйства Высшей школы сельского хозяйства Хоккайдского университета и поступил на работу в Администрацию префектуры Хоккайдо. Первым назначением было в Управление лесного хозяйства округа Абасири.
После работы заместителем губернатора при Такахиро Ёкомити Тацуя баллотировался на пост губернатора Хоккайдо в 1995 году как независимый кандидат рекомендованный Партией новых рубежей, Социалистической партией, Комэйто и Минсякёкай, победив Хидэко Ито и Юитиро Миуру и набрав 58,3 % голосов. На выборах 1999 года Хори был повторно избран как независимый кандидат рекомендованный ЛДПЯ, Демократической партией, Комэйто, CДПЯ и Либеральной партией, снова победив Хидэко Ито и набрав 57,3 % голосов.
После краха банка Хоккайдо Такусёку в 1997 году Тацуя Хори объявил чрезвычайное положение и призвал к структурным реформам на Хоккайдо. Сам Хори вспоминал, что расходы на жилищно-коммунальные услуги привели к ухудшению финансового положения и оттоку специалистов с Хоккайдо.
Первоначально Тацуя собирался баллотироваться на третий срок, но Демократическая партия отказала в рекомендации, потому что его политическая позиция была ближе к ЛДПЯ, а ЛДПЯ, скорее всего, отказала бы в поддержке. После ухода с поста губернатора Хори с 2004 года является президентом Спортивной ассоциации Хоккайдо. В 2004 году был назначен ректором Университета Саппоро, но в 2009 году ушёл в отставку. С 2009 по 2015 год также был приглашённым профессором факультета биоиндустрии Токийского сельскохозяйственного университета. С 2010 по 2013 год являлся директором Хоккайдского музея.